# Roman Adame Rosales
Roman Adame Rosales, (hiszp.) Román Adame Rosales (ur. 27 lutego 1859 w Teocaltiche, zm. 21 kwietnia 1927 Yahualicy) – święty Kościoła katolickiego, działający na terenie diecezji guadalajarskiej prezbiter, męczennik, ofiara prześladowań antykatolickich zapoczątkowanych w okresie rewolucji meksykańskiej.

## Życiorys
30 listopada 1890 r. przyjął święcenia kapłańskie z rąk arcybiskupa Pedra Lozy y Pardavé i podjął pracę na terenie diecezji w Guadalajarze, aż do nominacji na administratora parafii w Nochistlán w stanie Zacatecas. W swojej działalności apostolskiej propagował wśród wiernych eucharystię i w tym celu będąc już proboszczem budował kaplice dla odprawiania mszy. Czas dzielił między chorych, którym udzielał sakramentu namaszczenia, a dziećmi, poświęcając się ich edukacji. Systematycznie służył sakramentem pokuty i pojednania i celebrował nabożeństwa w obrębie podległej mu parafii, prowadząc jednocześnie misje ludowe również po 1926 r., wbrew dekretowi, nakazującemu duchownym przeniesienie się do miast. Aresztowany został w trakcie posługi 18 kwietnia 1927 roku na skutek denuncjacji, za potajemne udzielanie sakramentu Eucharystii. Po dwudniowych torturach, 21 kwietnia został rozstrzelany na cmentarzu w Yahualicy razem z żołnierzem Antoniem Carrillem Torresem, który odmówił udziału w egzekucji.
Atrybutem świętego męczennika jest palma.
Po translacji relikwie spoczęły w Nochistlán (Zacatecas), mieście, które jest szczególnym miejscem kultu świętego.
Po procesie informacyjnym na etapie lokalnej diecezji, który toczył się w latach 1933–1988 w odniesieniu do męczenników okresu prześladowań Kościoła katolickiego w Meksyku, został beatyfikowany 22 listopada 1992 roku w watykańskiej bazylice św. Piotra, a jego kanonizacja na placu Świętego Piotra, w grupie Krzysztofa Magallanesa Jary i 24 towarzyszy, odbyła się 21 maja 2000 roku. Wyniesienia na ołtarze Kościoła katolickiego dokonał papież Jan Paweł II.
Wspomnienie liturgiczne obchodzone jest w dies natalis (21 kwietnia).